# Leopold Potzinger
Leopold Potzinger (* 27. September 1870 in Oberpurkla bei Radkersburg, Steiermark; † 18. März 1933 in Graz) war ein österreichischer katholischer Geistlicher und Politiker der Christlichsozialen Partei (CSP).

## Ausbildung und Beruf
Nach dem Besuch der Volksschule und des Gymnasiums studierte er Katholische Theologie und wurde zum Priester geweiht. Er wurde 1908 an der Universität Graz zum Dr. theol. promoviert. Er wurde Kaplan in Judenburg, Rottenmann, Mitterndorf und St. Lorenzen und war von 1909 bis zu seinem Tode Pfarrer in Abstall (Untersteiermark, Slowenien).

## Politische Mandate
Von 1911 bis 1918 war er Abgeordneter des Abgeordnetenhauses im Reichsrat (XII. Legislaturperiode), Wahlbezirk Steiermark 20 (Gerichtsbezirke Fehring, Mureck, Radkersburg) für die Christlichsoziale Vereinigung deutscher Abgeordneter. Vom 21. Oktober 1918 bis 16. Februar 1919: Mitglied der Provisorischen Nationalversammlung für die CSP.

## Schriften
- Das Gelübde und Opfer Jephtas. Dissertation, Universität Graz, 1908 (handschriftlich)